# Liste der Baudenkmale in Anklam
In der Liste der Baudenkmale in Anklam sind alle denkmalgeschützten Bauten der Stadt Anklam (Mecklenburg-Vorpommern) und ihrer Ortsteile aufgelistet. Grundlage ist die Veröffentlichung der Denkmalliste des Landkreises Ostvorpommern mit dem Stand vom 30. Dezember 1996.

## Baudenkmale nach Ortsteilen

### Anklam
| ID | Lage                                                     | Bezeichnung | Beschreibung | Bild |
| -- | -------------------------------------------------------- | --- | --- | --- |
|    | August-Bebel-Straße 15 (Karte)                           | Schule/Wohnhaus | | Schule/Wohnhaus |
|    | August-Bebel-Straße (Karte)                              | Gedenkstätte für Bombenopfer | | Gedenkstätte für Bombenopfer |
|    | August-Bebel-Straße (Karte)                              | Friedhof, Umfassungsmauer mit Toranlage, Wegführung, Mausoleum Münter, Erbbegräbnis Oldenburg, historische Grabzeichen, Aufbahrungskapelle (19. Jahrhundert), Aufbahrungskapelle (20. Jahrhundert), Gedenkstätte für polnische Zwangsarbeiter | | Friedhof, Umfassungsmauer mit Toranlage, Wegführung, Mausoleum Münter, Erbbegräbnis Oldenburg, historische Grabzeichen, Aufbahrungskapelle (19. Jahrhundert), Aufbahrungskapelle (20. Jahrhundert), Gedenkstätte für polnische Zwangsarbeiter |
|    | Badstüberstraße 3 (Karte)                                | ehemalige Kinderbewahranstalt | | ehemalige Kinderbewahranstalt |
|    | Badstüberstraße 8a (Karte)                               | Wohnhaus, Kellergewölbe | | |
|    | Badstüberstraße 13 (Karte)                               | Wohnhaus | | |
|    | Badstüberstraße (Karte)                                  | Pulverturm | Pulverturm von um 1450, Teil der ehemaligen Stadtbefestigung; kegelförmige Spitze und Zinnenkranz nicht erhalten, 1998 saniert | Pulverturm |
|    | Baustraße 1a (Karte)                                     | Wohnhaus | | Wohnhaus |
|    | Baustraße 13 (Karte)                                     | ehemaliges Schusterstift (Wohnhaus) | Giebel-Fachwerkhaus von 1448 bzw. 1704 | ehemaliges Schusterstift (Wohnhaus) |
|    | Baustraße 14 (Karte)                                     | Wohnhaus | | Wohnhaus |
|    | Baustraße 29 (Karte)                                     | Wohnhaus | | Wohnhaus |
|    | Baustraße 30 (Karte)                                     | Wohnhaus und Hintergebäude | | Wohnhaus und Hintergebäude |
|    | Baustraße 32 (Karte)                                     | Wohnhaus | | Wohnhaus |
|    | Baustraße 33 (Karte)                                     | Wohnhaus mit Superintendentur und Hinterhofgebäude | | Wohnhaus mit Superintendentur und Hinterhofgebäude |
|    | Baustraße 34 (Karte)                                     | Wohn- und Speicherhaus | | Wohn- und Speicherhaus |
|    | Baustraße 36 (Karte)                                     | Wohnhaus mit Seitenflügel | | Wohnhaus mit Seitenflügel |
|    | Baustraße 37 (Karte)                                     | Wohnhaus mit Seitenflügel | | Wohnhaus mit Seitenflügel |
|    | Baustraße 43 (Karte)                                     | Wohnhaus | | Wohnhaus |
|    | Baustraße 45a (Karte)                                    | Wohnhaus mit Seitenflügel (zur Parkallee) | | Wohnhaus mit Seitenflügel (zur Parkallee) |
|    | Baustraße 48/49 (Karte)                                  | Gaststätte „Volkshaus“ mit Saalanbau und Musikpavillon | | Gaststätte „Volkshaus“ mit Saalanbau und Musikpavillon |
|    | Baustraße 56/58 (Karte)                                  | Schule und Umfassungsmauer des Hofes | Schulbau von 1905 als Höhere Töchterschule (Luisenschule, seit 1911 Lyzeum); seit 1949 Käthe-Kollwitz-Schule, heute als Regionalschule | Schule und Umfassungsmauer des Hofes |
|    | Baustraße (Karte)                                        | Pflasterung, Wegführung | | Pflasterung, Wegführung |
|    | Bluthsluster Straße 24 (Karte)                           | Toranlage (19. Jh.) | | |
|    | Bluthsluster Straße 34 (Karte)                           | Wohnhaus | | Wohnhaus |
|    | Bluthsluster Straße (Karte)                              | Gedenkstein für E. Pieritz | | Gedenkstein für E. Pieritz |
|    | Bluthsluster Straße (Karte)                              | Schwimmhalle mit Park und Toranlage | Die „Volksschwimmhalle“ Typ „Anklam“ von um 1970 wird um 2022/23 durch eine neue Schwimmhalle in der Lindenstraße ersetzt und das Areal verkauft. | Schwimmhalle mit Park und Toranlage |
|    | Bluthsluster Straße (Karte)                              | Fabrikmauer mit Logo der „Fritz-Reuter-Zuckerfabrik“ | | Fabrikmauer mit Logo der „Fritz-Reuter-Zuckerfabrik“ |
|    | Breite Straße 8a/b (Karte)                               | Wohnhaus mit Stallspeicher und Scheune | | Wohnhaus mit Stallspeicher und Scheune |
|    | Breite Straße 9 (Karte)                                  | Wohnhaus | | |
|    | Breite Straße 11 (Karte)                                 | Wohnhaus | | |
|    | Breite Straße 13 (Karte)                                 | Wohnhaus mit Scheune, Hofmauer und Toranlage | | |
|    | Breite Straße 14 (Karte)                                 | Wohnhaus | | Wohnhaus |
|    | Breite Straße 16a (Karte)                                | Wohnhaus | | Wohnhaus |
|    | Breite Straße 16b (Karte)                                | Wohnhaus und Schornstein (Hofbereich) | | Wohnhaus und Schornstein (Hofbereich) |
|    | Breite Straße 22                                         | (Hoflage) Ackerbürgerhaus | | (Hoflage) Ackerbürgerhaus |
|    | Breite Straße 22 (Karte)                                 | Vorderhaus und Treppenhaus | | Vorderhaus und Treppenhaus |
|    | Breite Straße 26 (Karte)                                 | Wohnhaus | | Wohnhaus |
|    | Breite Straße 27 (Karte)                                 | Wohnhaus | | Wohnhaus |
|    | Breite Straße (Karte)                                    | Pflasterung, Wegführung, Baumbestand | | Pflasterung, Wegführung, Baumbestand |
|    | Burgstraße 8-13 (Karte)                                  | Reihenhäuser | | |
|    | Burgstraße 14 (Karte)                                    | ehemalige Heilige-Geist-Kirche | Gotischer Bau aus Backstein, 1272 erstmals erwähnt, 1376 abgebrannt und wiedererrichtet, 1659 durch Brand zerstört, 1738 als barocke Garnisonskirche neu erbaut, nach 1854 Umbau zum Altenheim nach Plänen von Friedrich August Stüler, 1945 zerstört, bis 1955 wieder aufgebaut | ehemalige Heilige-Geist-Kirche |
|    | Burgstraße 15 (Karte)                                    | ehemaliges Stift (Verwaltungsgebäude) | 2-gesch. klassizistischer Putzbau aus dem 18. Jh. mit Mittelrisalit, bis 1993 Pflegeheim, Sanierung bis um 1995 als städtisches Verwaltungsgebäude | ehemaliges Stift (Verwaltungsgebäude) |
|    | Burgstraße 37/40 (Karte)                                 | Reihenhäuser | | |
|    | Demminer Straße 9 (Karte)                                | zwei Pförtnerpavillons | | |
|    | Demminer Straße 5 (Karte)                                | Fassaden des ehemaligen Warmbades (Hotel) | | |
|    | Demminer Straße 6 (Karte)                                | Wohnhaus | | |
|    | Demminer Straße 7 (Karte)                                | Wohnhaus | | |
|    | Demminer Straße 12 (Karte)                               | Wohnhaus | | |
|    | Demminer Straße 17 (Karte)                               | Wohnhaus und Toranlage | | Wohnhaus und Toranlage |
|    | Demminer Straße 36 (Karte)                               | ehemalige Möbelfabrik Oldenburg, Produktionsgebäude (1929), Heizhaus, Schornstein | | ehemalige Möbelfabrik Oldenburg, Produktionsgebäude (1929), Heizhaus, Schornstein |
|    | Demminer Straße 40c (Karte)                              | Wohnhaus | | |
|    | Demminer Straße 40d (Karte)                              | Wohnhaus und zwei Produktionsgebäude der ehemaligen Möbelfabrik Oldenburg | | |
|    | Demminer Straße 40e (Karte)                              | Wohnhaus | | |
|    | Demminer Straße 41 (Karte)                               | ehemalige Bergschloss-Brauerei, Brauereigebäude, Pferdestall/Remise und Hofpflasterung | | |
|    | Demminer Straße 52 (Karte)                               | Wohnhaus | | |
|    | Demminer Straße 55 (Karte)                               | Wohnhaus | | |
|    | Demminer Straße 62 a (Karte)                             | Toranlage | | |
|    | Demminer Straße 62 (Karte)                               | Wohnhaus | | |
|    | Demminer Straße 65 (Karte)                               | Haustür eines Wohnhauses | | |
|    | Demminer Straße 66 (Karte)                               | Wohnhaus | | |
|    | Demminer Straße 66-67 (Karte)                            | Toranlage | | |
|    | Demminer Straße 70 (Karte)                               | Toranlage | | |
|    | Demminer Straße 71-74 (Karte)                            | Landratsamt, Hauptgebäude | um 1906 nach einem Wettbewerbsentwurf der Berliner Architekten Georg Dinklage und Ernst Paulus | Landratsamt, Hauptgebäude |
|    | Demminer Straße 75 (Karte)                               | Wohnhaus | | |
|    | Demminer Straße 78 (Karte)                               | Haustür des Wohnhauses | | |
|    | Ellbogenstraße 1 (Karte)                                 | Fassaden des Otto-Lilienthal-Museums (ursprünglich Villa) | 2-gesch. Putzbau mit Walmdach aus den 1920er Jahren, seit 1972 Museum | Fassaden des Otto-Lilienthal-Museums (ursprünglich Villa) |
|    | Ellbogenstraße 2 (Karte)                                 | Haustür | | |
|    | Erich-Mühsam-Straße 14 (Karte)                           | Wohnhaus | | |
|    | Erich-Mühsam-Straße 15 (Karte)                           | Wohnhaus | | |
|    | Erich-Mühsam-Straße 42 (Karte)                           | Wohnhaus | | |
|    | Erich-Mühsam-Straße 43/45/47/49/51/53/55 (Karte)         | Reihenhaus | | |
|    | Frauenstraße 1 (Karte)                                   | Wohn- und Geschäftshaus mit Seitenflügel | | Wohn- und Geschäftshaus mit Seitenflügel |
|    | Frauenstraße 11 (Karte)                                  | Wohnhaus mit Hintergebäuden und Eiskeller | | Wohnhaus mit Hintergebäuden und Eiskeller |
|    | Frauenstraße 12 (Karte)                                  | Giebelhaus | Ältester, gotischer, 3-gesch. Profanbau von Anklam, 1451 erstmals erwähnt; Stufengiebel mit fünf Fialen, seltene Dippelbalkendecke, ab 1996 gesichert. Heutige Nutzung als Standesamt und Sitzungssaal der Stadtvertretung. | Giebelhaus |
|    | Frauenstraße 14 (Karte)                                  | Wohnhaus | | Wohnhaus |
|    | Frauenstraße 15 (Karte)                                  | Wohnhaus | | Wohnhaus |
|    | Friedländer Landstraße 2 (Karte)                         | Verwaltungsgebäude | | Verwaltungsgebäude |
|    | Friedländer Landstraße 3 (Karte)                         | ehemalige Kriegsschule | 1870/1871 nach Plänen von Friedrich August Stüler; kasernenartiger Bau mit Fassaden in gelben Verblendziegeln; Leerstand seit um 1995 | ehemalige Kriegsschule |
|    | Adolf-Damschke-Str. 5A (Karte)                           | ehemaliges Wehrmachtsgefängnis heute Friedensbegegnungsstätte | | ehemaliges Wehrmachtsgefängnis heute Friedensbegegnungsstätte |
|    | Friedländer Straße 8/10 (Karte)                          | Wohnhaus | | |
|    | Friedländer Straße 14 (Karte)                            | Verwaltungsgebäude, ehemaliges Amtsgericht | 3-gesch. historisierendes Gebäude, früher Amtsgericht, heute Polizeidirektion | Verwaltungsgebäude, ehemaliges Amtsgericht |
|    | Friedländer Straße 15 (Karte)                            | Wohnhaus | | Wohnhaus |
|    | Friedländer Straße 27 (Karte)                            | Wohnhaus | | |
|    | Friedländer Straße 30 (Karte)                            | Wohnhaus, Veranda | | Wohnhaus, Veranda |
|    | Friedländer Straße 37 (Karte)                            | Pfarrkirche Salvator mit Umfassungsmauer und Toranlage | Dreischiffige, neoromanische, verputzte Basilika; 1901 nach Plänen von Engelbert Seibertz; mit Satteldach und Dachreiter, Tonnengewölbe im Mittelschiff und Kreuzgratgewölbe in den Seitenschiffen, 2006 saniert | Pfarrkirche Salvator mit Umfassungsmauer und Toranlage |
|    | Greifswalder Straße 8 (Karte)                            | Mühle mit Wohnhaus und Elektromühle | | Mühle mit Wohnhaus und Elektromühle |
|    | Greifswalder Straße 13 (Karte)                           | Haustür | | Haustür |
|    | Greifswalder Straße 34 (Karte)                           | Wohnhaus | | |
|    | Großer Wall 4 (Karte)                                    | Wohn- und Geschäftshaus | | |
|    | Großer Wall 4a (Karte)                                   | Wohnhaus und Remise | | |
|    | Großer Wall 13 (Karte)                                   | ursprünglich Reichsbank-Nebenstelle Anklam, später Staatsbank | Gebäude von 1925 | ursprünglich Reichsbank-Nebenstelle Anklam, später Staatsbank |
|    | Großer Wall (Karte)                                      | alter Friedhof, Grabstele | | alter Friedhof, Grabstele |
|    | Hafen (Karte)                                            | ehemalige Stadtmauer | Stadtbefestigung von um 1191 bzw. um 1250, um 1400, 1517 und 1618–1639 | ehemalige Stadtmauer |
|    | Hafen (Karte)                                            | Peenebrücke mit Stellwerk und Maschinenhaus | stählerner Brückenzug mt Rollklappbrücken-Paar der Bauart Scherzer, erbaut 1938; Überbauten 2011–2013 mit Klappbrücken-Paar erneuert, eine der Rollklappbrücken wenige Meter westlich als funktionsloses technisches Denkmal aufgestellt | Peenebrücke mit Stellwerk und Maschinenhaus |
|    | Hafen (Karte)                                            | Portaldrehkran | Kran von um 1978 | Portaldrehkran |
|    | Hafen (Karte)                                            | Speichergebäude (Ziegelbau) | | Speichergebäude (Ziegelbau) |
|    | Heilige-Geist-Straße 2 (Karte)                           | Wohnhaus | | |
|    | Heilige-Geist-Straße 8 (Karte)                           | Wohnhaus mit Pferdestall und Stallspeicher | | Wohnhaus mit Pferdestall und Stallspeicher |
|    | Heilige-Geist-Straße 13 (Karte)                          | Wohnhaus | | |
|    | Heilige-Geist-Straße 15 (Karte)                          | Wohnhaus, Fassade | | |
|    | Heilige-Geist-Straße 16 (Karte)                          | Wohnhaus | | Wohnhaus |
|    | Heilige-Geist-Straße 19 (Karte)                          | Wohnhaus | | |
|    | Heilige-Geist-Straße 20 (Karte)                          | Wohnhaus | | Wohnhaus |
|    | Heilige-Geist-Straße 21 (Karte)                          | Wohnhaus | | Wohnhaus |
|    | Heilige-Geist-Straße 22/27 (Karte)                       | Reihenhaus | | Reihenhaus |
|    | Hospitalstraße 1-4 (Karte)                               | Schule und Umfassungsmauer (straßenseits) | | |
|    | Hospitalstraße 17 (Karte)                                | Verwaltungsgebäude, ehemals Jugendgesundheitsschutz | | |
|    | Hospitalstraße 22 (Karte)                                | Feuerwehr mit Ausbildungsstätte | | |
|    | Hospitalstraße                                           | sowjetischer Soldatenfriedhof | | |
|    | Karl-Marx-Straße 9/11 (Karte)                            | Reihenhaus | | |
|    | Karl-Marx-Straße 14/16 (Karte)                           | Reihenhaus | | |
|    | Keilstraße 11 (Karte)                                    | Wohn- und Wirtschaftshaus mit Speicherhaus | 3-gesch. unsaniertes (2021) Haus von 1710, früher das Alte Gericht | Wohn- und Wirtschaftshaus mit Speicherhaus |
|    | Marienkirchplatz (Karte)                                 | Kirche St. Marien | Gotische, dreischiffige Hallenkirche aus Backstein vom 13. Jahrhundert mit sechs Jochen und Kreuzrippengewölbe; spätromanischer, 3-seitiger und 2-jochiger Chor, sechs Seitenkapellen aus dem 16. Jh. und südlicher Sakristeianbau aus dem 16. Jh.; Umbauten 14. Jh. (Halle), 15. Jh. (Chor) und 1850 (Fenster); 5-gesch. Westturm mit Maßwerk-Fries aus dem 13. Jh. mit Satteldach von nach 1945; Taufbecken aus Kalkstein um 1330, Chorgestühl aus dem 15. Jh., Flügelaltar aus dem 16. Jh., Orgel von 1962 | Kirche St. Marien |
|    | Nikolaikirchstraße (Karte)                               | Kirche St. Nikolai | 3-schiffige Hallenkirche der Backsteingotik mit 7 Jochen aus dem 13./14. Jahrhundert mit Kreuzrippengewölbe; Chor mit einem Joch; 4-gesch. Turm mit spitzem Helm; Kirche 1873 saniert, 1945 ausgebrannt, Turm ohne Helm bis 1967 gesichert, Innensanierung ab 2007 als Konzert- und Versammlungsraum | Kirche St. Nikolai |
|    | Koloniestraße 3 (Karte)                                  | Gartenpavillon | | Gartenpavillon |
|    | Kurzer Steig 3 (Karte)                                   | Gärtnerhaus | | |
|    |                                                          | Landstraße nach Bargischow mit Pflasterung und Baumbestand | | |
|    | Leipziger Allee 2a (Karte)                               | Wohnhaus | | Wohnhaus |
|    | Leipziger Allee 3 (Karte)                                | Haustür | | Haustür |
|    | Leipziger Allee (Karte)                                  | Wohnhaus | | Wohnhaus |
|    | Leipziger Allee 10a (Karte)                              | Wohnhaus mit Seitenflügeln | | Wohnhaus mit Seitenflügeln |
|    | Leipziger Allee 11 (Karte)                               | Wohnhaus | | |
|    | Leipziger Allee 18 (Karte)                               | Wohnhaus | | Wohnhaus |
|    | Leipziger Allee 19 (Karte)                               | Wohnhaus | | |
|    | Leipziger Allee 20 (Karte)                               | Wohnhaus | | Wohnhaus |
|    | Leipziger Allee 21 und 21a (Karte)                       | Wohnhaus | | Wohnhaus |
|    | Leipziger Allee 22/25 (Karte)                            | Lilienthal-Gymnasium und Turnhalle | 3-gesch. Gebäude, 1906 als Lehrerseminar erbaut, Erweiterungsbauten von 2000/2002 | Lilienthal-Gymnasium und Turnhalle |
|    | Leipziger Allee 26 (Karte)                               | ehemaliges Heilig-Geist-Stift und Umfassungsmauer mit Toranlagen (straßenseits) | 3-gesch. historisierender Bau von um 1845 nach Plänen von Friedrich August Stüler, war Armen- und Arbeitshaus, Hilfsstrafanstalt für Frauen, Heilig-Geist-Stift II, Feierabendheim und ist heute ein Verwaltungsgebäude des Landkreises | ehemaliges Heilig-Geist-Stift und Umfassungsmauer mit Toranlagen (straßenseits) |
|    | Leipziger Allee 27 (Karte)                               | ehemalige Präparandenanstalt | | ehemalige Präparandenanstalt |
|    | Leipziger Allee 29 (Karte)                               | Wohnhaus | | Wohnhaus |
|    | Leipziger Allee (Am Bock)                                | Kellergewölbe | | |
|    | Leipziger Allee 34 (Karte)                               | ehemaliges Schützenhaus, (Theater) | Vorpommersche Landesbühne, seit 1951 im 2-gesch. Fachwerkgebäude mit Krüppelwalm von 1870 des Anklamer Schützenhauses | ehemaliges Schützenhaus, (Theater) |
|    | Leipziger Allee 35 (Karte)                               | Scheune | | Scheune |
|    | Leipziger Allee 38 (Karte)                               | Wohnhaus | | Wohnhaus |
|    | Leipziger Allee 44 (Karte)                               | Wohnhaus | | Wohnhaus |
|    | Leipziger Allee 46 (Karte)                               | Wohnhaus | | Wohnhaus |
|    | Leipziger Allee 55 (Karte)                               | Wohnhaus | | Wohnhaus |
|    | Leipziger Allee 56 (Karte)                               | Wohnhaus | | Wohnhaus |
|    | Leipziger Allee 57 (Karte)                               | Wohn- und Geschäftshaus (AOK-Haus) | | Wohn- und Geschäftshaus (AOK-Haus) |
|    | Leipziger Allee 57a (Karte)                              | Wohnhaus | | Wohnhaus |
|    | Leipziger Allee 64 (Karte)                               | Wohnhaus | | |
|    | Leipziger Allee 66 (Karte)                               | Wohnhaus | | |
|    | Leipziger Allee 69 (Karte)                               | Wohnhaus | | Wohnhaus |
|    | Leipziger Allee 74 (Karte)                               | Wohnhaus | | Wohnhaus |
|    | Lilienthalhof 1–10 (Karte)                               | Wohnsiedlung und Gedenkstein | | |
|    | Mägdestraße (zu Nr. 2 gehörig)                           | Stallspeicher | | |
|    | Mägdestraße 1 (Karte)                                    | Wohn- und Geschäftshaus | | Wohn- und Geschäftshaus |
|    | Mägdestraße 2 (Karte)                                    | Wohnhaus, Seitenflügel zu Wollweber 48 | | |
|    | Marienkirchplatz 2/3 (Karte)                             | Kaufhaus | | Kaufhaus |
|    | Marienkirchplatz 4 (Karte)                               | Wohn- und Wirtschaftshaus | | Wohn- und Wirtschaftshaus |
|    | Marienkirchplatz 5 (Karte)                               | Wohnhaus | | |
|    | Marienkirchplatz 6 (Karte)                               | Wohnhaus, Kellergewölbe | | |
|    | Markt 3 (Karte)                                          | Rathaus | Das frühere, 2-gesch., gotische Rathaus von um 1400 mit Stufengiebel und großem Dachreiter befand sich auf der Mitte des heutigen Platzes, 1842 abgerissen; heutiger 3-gesch., geputzter Walmdachbau von 1950 mit Dachreiter für die Uhren. | Rathaus |
|    | Markt (Karte)                                            | Marktplatz mit Brunnen und Pflasterung | 2003/04 gestaltet und saniert nach Plänen von Schreckenberg und Partner; Marktbrunnen mit Bronzeskulptur; 1988 von Walther Preik | Marktplatz mit Brunnen und Pflasterung |
|    | Mauerstraße                                              | Pflasterung | | |
|    | Min Hüsung (Karte)                                       | jüdischer Friedhof | | jüdischer Friedhof |
|    | Neuer Markt 4 (Karte)                                    | Wohn- und Geschäftshaus | | Wohn- und Geschäftshaus |
|    | Neuer Markt 7 (Karte)                                    | Veranda und Haustür | | Veranda und Haustür |
|    | Neuer Markt 8 (Karte)                                    | Wohnhaus (rückwärtig gelegenes Gebäude) | | |
|    | Neuer Markt 9 (Karte)                                    | Wohnhaus | | |
|    | Neue Torstraße 8 (Karte)                                 | Wohnhaus | | Wohnhaus |
|    | Pasewalker Allee 7 (Karte)                               | Wohnhaus | | |
|    | Pasewalker Allee 14 (Karte)                              | Haustür | | |
|    | Pasewalker Allee 16 (Karte)                              | Haustür, Eingangsrisalit, Eingangsflur | | |
|    | Pasewalker Allee 50, 52, 54, 59/61, 63/65, 67/69 (Karte) | Reihenhäuser | | |
|    | Pasewalker Allee 68 (Karte)                              | Wohnhaus | | |
|    | Pasewalker Allee                                         | ehemalige Gaststätte „Hoher Stein“ | | |
|    | Pasewalker Allee                                         | Gartenmauer zwischen den Häusern Nr. 54 und Nr. 56 | | |
|    | Pasewalker Allee (Karte)                                 | Wehrturm „Hoher Stein“ | Zylindrischer Turm mit Zinnenkranz und sechseckigem gemauertem Helm aus Backstein von 1458. | Wehrturm „Hoher Stein“ |
|    | Pasewalker Straße 9 (Karte)                              | Wohn- und Geschäftshaus | | Wohn- und Geschäftshaus |
|    | Pasewalker Straße 10 (Karte)                             | Wohn- und Geschäftshaus | | Wohn- und Geschäftshaus |
|    | Pasewalker Straße 11 (Karte)                             | Wohnhaus | | Wohnhaus |
|    | Pasewalker Straße 12 (Karte)                             | Wohn- und Geschäftshaus | | Wohn- und Geschäftshaus |
|    | Pasewalker Straße 12 (Karte)                             | Veranda | | |
|    | Pasewalker Straße 27 (Karte)                             | Bahnhofsempfangsgebäude | 2-gesch., verklinkerter Bau im neoklassizistischen Stil | Bahnhofsempfangsgebäude |
|    | Pasewalker Straße 27                                     | Bahnhofsvorplatz, Bunker | | Bahnhofsvorplatz, Bunker |
|    | Pasewalker Straße 29 (Karte)                             | Wohn- und Geschäftshaus | | Wohn- und Geschäftshaus |
|    | Pasewalker Straße 33 (Karte)                             | Wohn- und Geschäftshaus | | Wohn- und Geschäftshaus |
|    | Pasewalker Straße (Karte)                                | Ladestraße Bahngelände, Güterbahnhof mit Güterhalle und Abfertigungsgebäude | | Ladestraße Bahngelände, Güterbahnhof mit Güterhalle und Abfertigungsgebäude |
|    | Pasewalker Straße / Hirtenstraße (Karte)                 | Litfaßsäule | | |
|    | Peendamm                                                 | ehemaliges Schöpfwerk | | |
|    | Peenstraße (Karte)                                       | Otto-Lilienthal-Denkmal | | Otto-Lilienthal-Denkmal |
|    | Ravelinstraße 15 (Karte)                                 | Wohnhaus mit Seitenflügel, Stallspeicher und Eisengitterzaun mit Toranlage | | Wohnhaus mit Seitenflügel, Stallspeicher und Eisengitterzaun mit Toranlage |
|    | Ravelinstraße 1a (Karte)                                 | Wohnhaus mit Nebengebäude | | Wohnhaus mit Nebengebäude |
|    | Ravelinstraße 4 (Karte)                                  | Haustür | | Haustür |
|    | Ravelinstraße 7 (Karte)                                  | ehemaliges Kaiserin-Augusta-Stift mit Betsaal | | ehemaliges Kaiserin-Augusta-Stift mit Betsaal |
|    | Ravelinstraße 9 (Karte)                                  | ehemaliger Schlachthof, Schornstein | | |
|    | Ravelinstraße 16 (Karte)                                 | Haustür | | |
|    | Ravelinstraße 18 (Karte)                                 | Haustür | | |
|    | Schulstraße 3 (Karte)                                    | Wohnhaus | | Wohnhaus |
|    | Spantekower Landstraße 7 (Karte)                         | Wohnhaus | | |
|    | Spantekower Landstraße 23 (Karte)                        | Wohnhaus | | |
|    | Spantekower Landstraße (Karte)                           | Alter Soldatenfriedhof | | Alter Soldatenfriedhof |
|    | Spantekower Landstraße (Karte)                           | Wasserturm | Wasserturm von 1906, bis 1997 im Betrieb; heute Wohnhaus | Wasserturm |
|    | (Karte)                                                  | Stadtmauer | Stadtbefestigung von um 1191 bzw. um 1250, um 1400, 1517 und 1618–1639 | Stadtmauer |
|    | (Karte)                                                  | Stadtpark, historischer Grundriss mit Baum- und Gehölzbestand, Parkallee mit Pflasterung, Pavillon, Gartenhaus und Denkmäler | | Stadtpark, historischer Grundriss mit Baum- und Gehölzbestand, Parkallee mit Pflasterung, Pavillon, Gartenhaus und Denkmäler |
|    | Steinstraße 1/2 (Karte)                                  | Wohn- und Geschäftshaus, zwei Kachelöfen | klassizistisches und historisierendes Doppelhaus, in Nr. 2 ist Abraham Wertheim geboren | Wohn- und Geschäftshaus, zwei Kachelöfen |
|    | Steinstraße 5 (Karte)                                    | Wohn- und Geschäftshaus | | |
|    | Steinstraße 6 (Karte)                                    | Wohn- und Geschäftshaus mit Ladeneinrichtung | | |
|    | Steinstraße 7 (Karte)                                    | Alte Post | Erbaut 1877/1878, Architekt: Friedrich Heitmann; heute Hotel | Alte Post |
|    | Steinstraße (Karte)                                      | Steintor | 32 Meter hohes, 6-gesch. gotisches Stadttor aus Backstein von um 1250 mit reich verziertem Staffelgiebel und mehreren horizontalen Blendenreihen an allen Seiten, Vorlage für Fallgatter an der Feldseite; auch Stadtgefängnis bis Ende des 19. Jh.; 1964 und 1989 saniert, heute: Museum im Steintor. | Steintor |
|    | Tuchowstraße (Karte)                                     | Kreuzkirche | Putzbau, 1953–1955, teilweise in neubarocken Formen; Helm als geschwungene Glockenhaube mit Laterne und spitzem, achteckigem Abschluss; Flügelaltar aus dem 17. Jahrhundert (ehemals in der Marienkirche), Orgel von 1970 | Kreuzkirche |
|    | Werftstraße (Karte)                                      | Schiffsbauhalle Gebr. Freude | | |
|    | Wiesenstraße 2 (Karte)                                   | Wohnhaus | | |
|    | Wiesenstraße 3 (Karte)                                   | Wohnhaushälfte (westlich) | | |
|    | Wollweberstraße 1/2 (Karte)                              | Schulgebäude (ehemaliges Gymnasium) | Ratsschule von 1535, 3-gesch., historistischer Gymnasiumsneubau von 1851 im Tudorstil mit Zinnenkranz und Eckfialen, heute Schule Peeneburg | Schulgebäude (ehemaliges Gymnasium) |
|    | Wollweberstraße 4 (Karte)                                | Wohn- und Geschäftshaus mit Hinterhofgebäuden (Wohnseitenflügel, Schmiede, Waschhaus), Hofpflasterung, Brunnen | | Wohn- und Geschäftshaus mit Hinterhofgebäuden (Wohnseitenflügel, Schmiede, Waschhaus), Hofpflasterung, Brunnen |
|    | Wollweberstraße 5 (Karte)                                | Wohnhaus | | Wohnhaus |
|    | Wollweberstraße 6 (Karte)                                | Wohn- und Wirtschaftshaus | | Wohn- und Wirtschaftshaus |
|    | Wollweberstraße 7 (Karte)                                | Wohnhaus, Kellergeschoss | | Wohnhaus, Kellergeschoss |
|    | Wollweberstraße 8 (Karte)                                | Wohnhaus | | Wohnhaus |
|    | Wollweberstraße 10, 10a, 11 12/13 (Karte)                | Reihenhäuser | | Reihenhäuser |
|    | Wollweberstraße 34, 35, 36, 37 (Karte)                   | Reihenhäuser | | Reihenhäuser |
|    | Wollweberstraße 46 (Karte)                               | Wohnhaus mit Seitenflügel, Hofmauer und Toranlage | | Wohnhaus mit Seitenflügel, Hofmauer und Toranlage |
|    | Wollweberstraße 48 (Karte)                               | Wohnhaus mit Wohnseitenflügel | mittlerweile ganz entfernt. | Wohnhaus mit Wohnseitenflügel |
|    | Wördeländer Straße 3a/b (Karte)                          | Wohnhaus | | Wohnhaus |
|    | Wördeländer Straße 5 (Karte)                             | Wohnhaus | | Wohnhaus |
|    | Wördeländer Straße 5a (Karte)                            | Wohnhaus | | Wohnhaus |
|    | Wördeländer Straße 6 (Karte)                             | Wohnhaus | | Wohnhaus |
|    | Wördeländer Straße 7 (Karte)                             | Wohnhaus | | Wohnhaus |
|    | Wördeländer Straße 8 (Karte)                             | Toranlage | | Toranlage |
|    | Wördeländer Straße 8a (Karte)                            | Wohnhaus | | Wohnhaus |
|    | Wördeländer Straße                                       | Pflasterung Anklamer Fähre, ehemaliges Schöpfwerk | | |

### Gellendin
| ID | Lage    | Bezeichnung | Beschreibung | Bild    |
| -- | ------- | ----------- | --- | ------- |
|    | (Karte) | Kapelle     | Die Kapelle entstand nach dem Dreißigjährigen Krieg aus verputzten Mischmauerwerk. Im Innern steht eine spätbarocke Kirchenausstattung. | Kapelle |

### Pelsin
| ID | Lage              | Bezeichnung                                        | Beschreibung | Bild   |
| -- | ----------------- | -------------------------------------------------- | --- | ------ |
|    | (Karte)           | Friedhof, Umfassungsmauer mit Toranlage            | |        |
|    | (Karte)           | Kirche                                             | Die Kirche wurde vermutlich im 15. Jahrhundert errichtet. Im Innern steht unter anderem ein Kanzelaltar aus dem 17. Jahrhundert, der im 19. Jahrhundert verändert wurde. | Kirche |
|    | Nr. 34 (Karte)    | Wohnhaus                                           | |        |
|    | Nr. 40 (Karte)    | Wohnhaus, Scheune, Hofpflasterung, Umfassungsmauer | |        |
|    | Nr. 41/42 (Karte) | Wohnhaus, Scheune, Hofpflasterung, Umfassungsmauer | |        |

### Stretense
| ID | Lage    | Bezeichnung | Beschreibung                                                                               | Bild |
| -- | ------- | --- | ------------------------------------------------------------------------------------------ | --- |
|    |         | Eiskeller |                                                                                            | |
|    | (Karte) | Friedhof, Umfassungsmauer mit Toranlage, historische Grabzeichen und -gitter |                                                                                            | |
|    | (Karte) | Gutsanlage mit Gutshaus (Nr. 39), Zufahrtsstraße mit Pflasterung, Toranlage und Baumbestand, Park, Torhaus zum Park, linker Stallspeicher (nächstgelegen und parallel zur Gutshauszufahrt), Gärtner- und Försterhaus (Nr. 60), Wetterfahne | Gutshaus im Stil der Neogotik und der Neorenaissance als zweigeschossiger Putzbau von 1866 | Gutsanlage mit Gutshaus (Nr. 39), Zufahrtsstraße mit Pflasterung, Toranlage und Baumbestand, Park, Torhaus zum Park, linker Stallspeicher (nächstgelegen und parallel zur Gutshauszufahrt), Gärtner- und Försterhaus (Nr. 60), Wetterfahne |
|    | (Karte) | Kapelle | Neuromanischer Zentralbau von 1909                                                         | Kapelle |